# Langschwanzziesel
Der Langschwanzziesel (Urocitellus undulatus, Syn.: Spermophilus undulatus) ist eine Hörnchenart aus der Gattung Urocitellus. Er kommt im Norden Asiens im südlichen Sibirien, dem östlichen Kasachstan, der Mongolei und im Norden der Volksrepublik China vor.

## Merkmale
Der Langschwanzziesel ist eine vergleichsweise große Art der Erdhörnchen und erreicht eine Kopf-Rumpf-Länge von etwa 21,0 bis 31,5 Zentimetern bei einem Gewicht von etwa 250 bis 580 Gramm. Der Schwanz wird 10 bis 14 Zentimeter lang und ist damit deutlich kürzer als der restliche Körper, jedoch im Vergleich mit anderen Zieseln mit mehr als einem Drittel der restlichen Körperlänge vergleichsweise lang. Der Hinterfuß wird 45 bis 50 Millimeter lang, die Ohrlänge beträgt 10 bis 11 Millimeter. Die Rückenfarbe ist gelblich-braun bis ockerfarben mit weißen und grauen Flecken, teilweise mit rötlichen oder schwarz-braunen Zeichnungen durchsetzt. Die Körperseiten sind grau bis strohgelb oder gelb, die Bauchseite ist orange, rotbraun oder braun. Der Schwanz ist oberseits grauschwarz meliert und wird zur Spitze weiß. Sowohl die Körperseiten wie auch der Schwanz können weiße und hellgelbe Einwaschungen aufweisen. Der Kopf ist oberseits dunkler als die strohgelben Wangen und die helle Schnauze. Das Winterfell ist deutlich heller als das Sommerfell.
| 1 | · | 0 | · | 2 | · | 3 | = 22 |
| 1 | · | 0 | · | 1 | · | 3 | = 22 |

Der Schädel ist vergleichsweise groß und hat eine Gesamtlänge von 46 bis 56 Millimetern. Die Art besitzt wie alle Arten der Gattung im Oberkiefer pro Hälfte einen zu einem Nagezahn ausgebildeten Schneidezahn (Incisivus), dem eine Zahnlücke (Diastema) folgt. Hierauf folgen zwei Prämolare und drei Molare. Im Unterkiefer besitzen die Tiere dagegen nur einen Prämolar. Insgesamt verfügen die Tiere damit über ein Gebiss aus 22 Zähnen. Die Wurzeln der oberen zweiten und dritten Molaren sind sehr kräftig ausgebildet. Die Basis der Schneidezähne am Zwischenkieferbein (Prämaxillare) ist konkav geformt, die Nasenbeine sind am Ansatz zum Zwischenkieferbein ebenso breit wie im oberen Bereich.

## Verbreitung
Der Langschwanzziesel kommt im südlichen Sibirien, dem östlichen Kasachstan, der Mongolei und im Norden der Volksrepublik China vor. In China tritt er nur im äußersten Nordwesten und Nordosten in Xinjiang mit dem Altai, dem Sajangebirge und dem Tian Shan im Westen und in der Provinz Heilongjiang im Osten auf. In Russland ist die Art in der Transbaikalregion sowie in einer separaten Population in Sacha (Jakutien) anzutreffen. In der Mongolei lebt die Art in den Bergregionen des Mongolischen Altai südlich bis zum Massiv des Aj Bogd, des Changai-Gebirges, um den Chöwsgöl Nuur und im Chentii-Gebirge, zudem wurde sie in den nördlichen Gebieten des Ikh Nartiin Chuluu Nature Reserve in der östlichen Gobi dokumentiert.

## Lebensweise

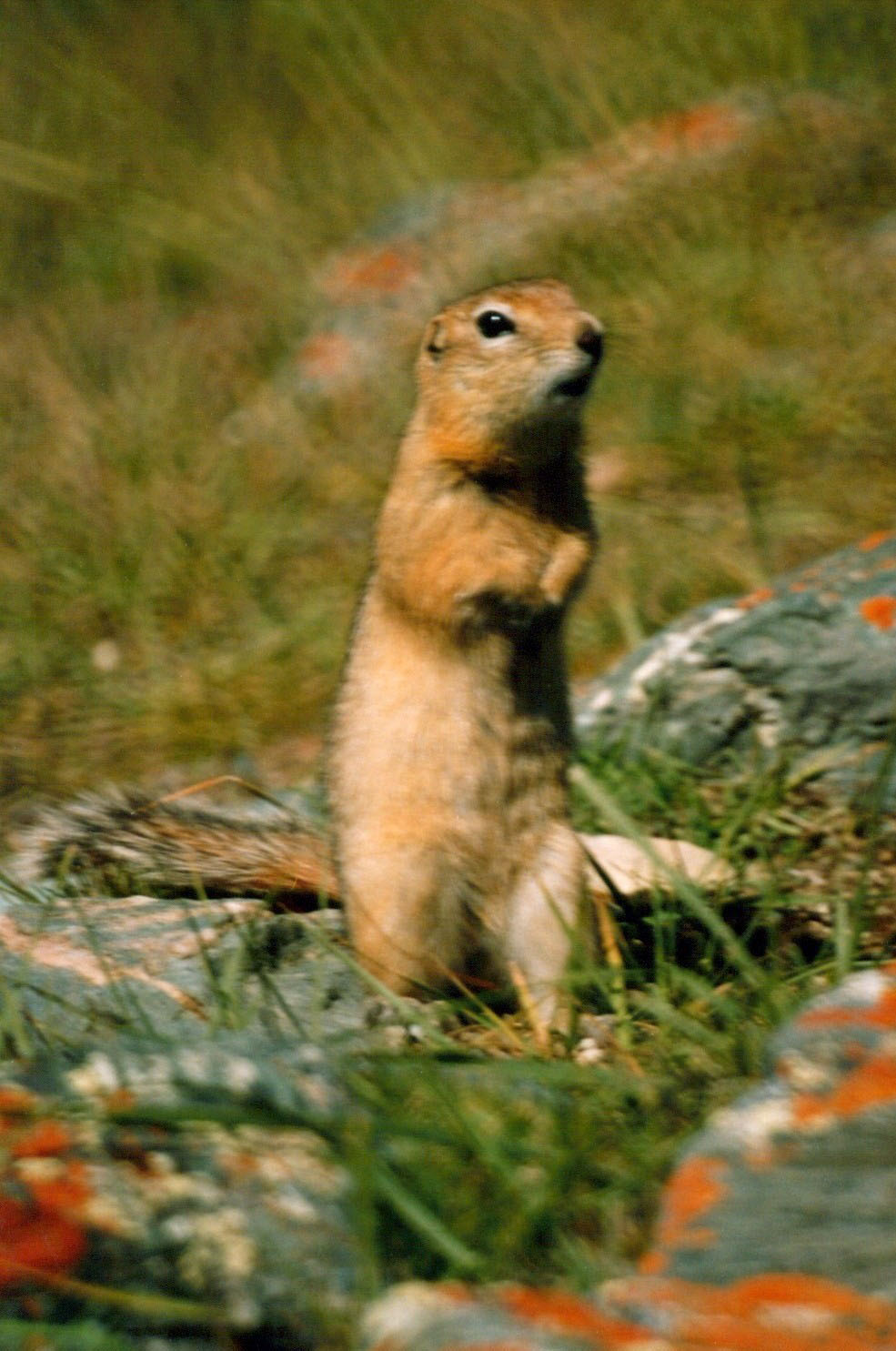
Langschwanzziesel

Der Langschwanzziesel lebt vor allem in Halbwüsten- und Grassteppengebieten am Rande der Wüste Gobi sowie in alpinen Wiesen, Gebüschen sowie entlang von Bächen und Flüssen. Er ist tagaktiv, die Hauptaktivitätszeit liegt allerdings am Morgen und Abend während der Dämmerung. Er lebt gesellig in Kolonien aus einem Männchen und mehreren Weibchen mit labyrinthartig gestalteten Bauen mit mehreren Eingängen. Die Eingänge haben einen Durchmesser von 8 bis 13 Zentimetern und sind in der Regel im Umkreis von zwei Metern von bis zu 40 Zentimeter hohen Erdhügeln umgeben. Die Gänge haben eine Länge von bis zu 15 Metern und die Tiefe der Gänge und Baue beträgt bis zu 3 Meter. Die Kolonie verteidigt ein Revier von durchschnittlich 0,16 ha und die Männchen markieren ihr Territorium mit Duftmarken.
Der Langschwanzziesel ernährt sich als herbivore Art vor allem von Samen, Sprossen und grüner Vegetation, selten jedoch auch von Insekten. Die Kommunikation erfolgt über hohe Alarmrufe, die allerdings weniger schrill als die anderer Erdhörnchen sind. Er überwintert in einem Winterschlaf vom September (männliche Tiere) oder Oktober bis März oder April und legt vor dem Winter einen Vorrat an, den er mit seinen Backentaschen in den Bau transportiert. Die Männchen erwachen etwa ein bis zwei Wochen vor den Weibchen.
Die Fortpflanzung erfolgt einmal jährlich im Frühling. Die Paarungen erfolgen für alle geschlechtsreifen Tiere im Alter über einem Jahr direkt nach dem Erwachen der Weibchen. Weibchen haben eine Tragzeit von etwa 30 Tagen und gebären einen Wurf von drei bis neun Jungtieren. Die Jungtiere verlassen den Bau im Alter von vier bis fünf Wochen zum ersten Mal. Mehr als 90 % aller Weibchen pflanzen sich mehr als einmal fort. Zu den Hauptprädatoren gehören Katzen, Füchse, Wölfe und Greifvögel.

## Systematik
Der Langschwanzziesel wird als eigenständige Art innerhalb der Gattung Urocitellus eingeordnet, die aus zwölf Arten besteht. Die wissenschaftliche Erstbeschreibung stammt von Peter Simon Pallas aus dem Jahr 1778, der die Art anhand von Individuen vom Selenga in Burjatien, Russland, beschrieb. Die Gattung wurde lange als Teil der Ziesel und darin innerhalb der Untergattung Urocitellus eingeordnet, nach einer umfassenden molekularbiologischen Untersuchung wird diese jedoch als eigenständige Gattung gemeinsam mit mehreren weiteren Gattungen betrachtet. Der als eigene Art eingestufte Arktische Ziesel (Urocitellus parryii) wurde zeitweise als Unterart des Langschwanzziesels geführt.
Innerhalb der Art werden gemeinsam mit der Nominatform sechs Unterarten unterschieden:
- Urocitellus undulatus undulatus: Nominatform; in der westlichen und südwestlichen Transbaikalregion.
- Urocitellus undulatus eversmanni: Im Altai-Gebirge im Grenzbereich von Kasachstan, Russland, der Mongolei und China. Die Unterart ist verhältnismäßig klein und kräftiger gefärbt, teilweise mit intensiven Rostrot- und Orangetönen.
- Urocitellus undulatus jacutensis: Im nördlichen Sibirien als isolierte Population. Die Unterart ist groß und blass gefärbt.
- Urocitellus undulatus menzbieri: Im östlichen Teil des Verbreitungsgebietes entlang des Amur von Russland bis in den Nordosten Chinas. Es handelt sich um die größte Unterart, sie ist vergleichsweise blass.
- Urocitellus undulatus stramineus: Im Südwesten des Verbreitungsgebietes in Kasachstan, der Mongolei und China. Die Unterart ist sehr blass und hell gefärbt, die Bauchseite ist hell orange.
- Urocitellus undulatus transbaikalicus: in der östlichen Transbaikalregion in Russland. Die Unterart ist mittel- bis sehr groß, der Kopf hat eine helle zimt-sandfarbene Färbung.

In Wilson & Reeder 2005 wird als weitere Unterart U. u. altaica beschrieben, U. u. eversmanni befindet sich dagegen nicht in der Liste.

## Status, Bedrohung und Schutz

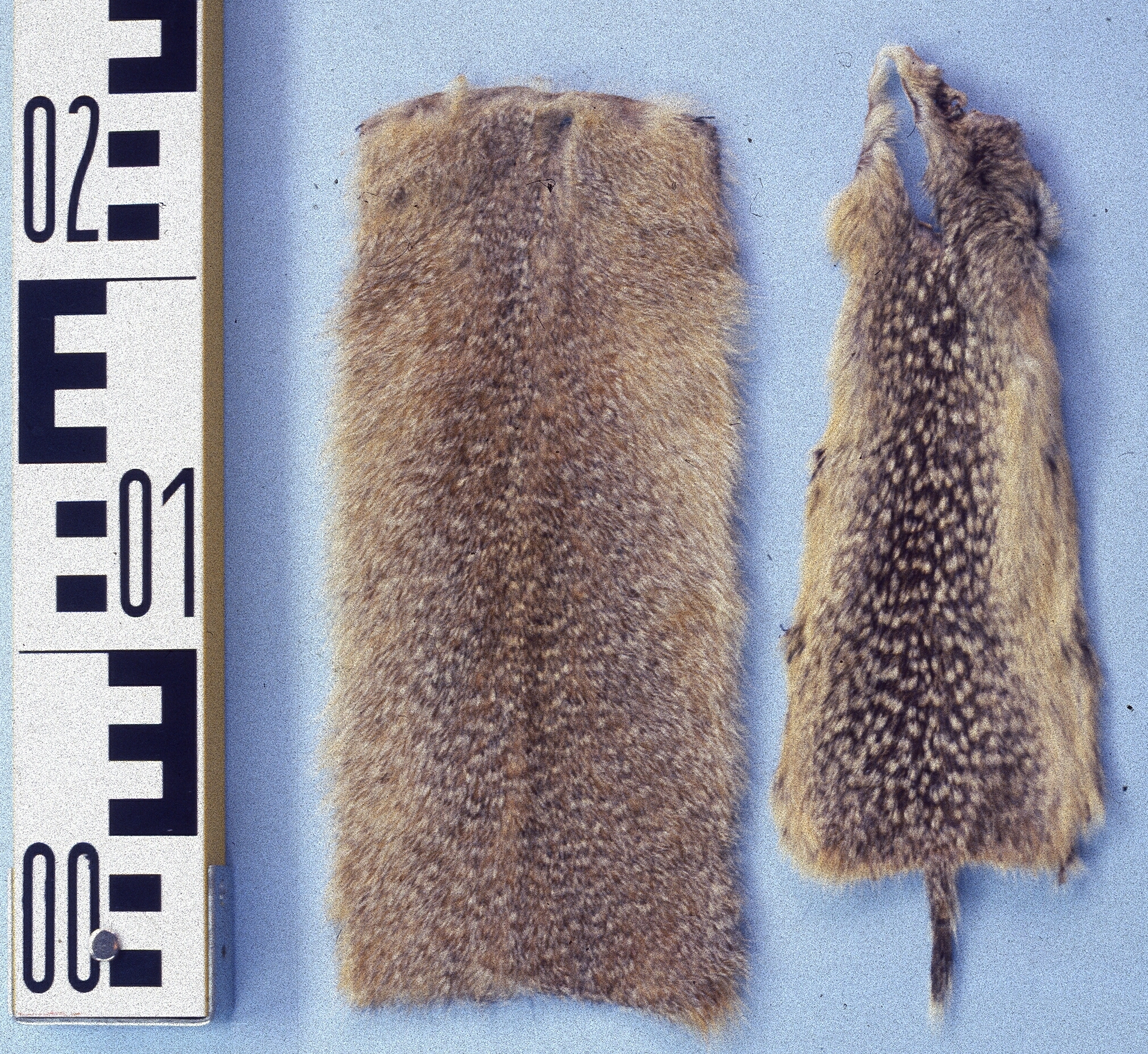
Fell des Langschwanzziesels

Der Langschwanzziesel wird von der International Union for Conservation of Nature and Natural Resources (IUCN) als nicht gefährdet (Least concern) eingeordnet. Begründet wird dies mit dem vergleichsweise großen Verbreitungsgebiet und dem häufigen Vorkommen der Art, konkrete Bestandsgrößen sind allerdings nicht bekannt. Potenzielle bestandsgefährdende Faktoren für diese Art sind nicht bekannt.
Langschwanzziesel wurden früher sehr zahlreich wegen ihrer Pelze bejagt, die Nutzung ging jedoch stark zurück. Zwischen 1958 und 1960 wurden geschätzt zwischen 418.000 und 551.000 Tiere jährlich für die Pelzindustrie getötet. In einigen Gebieten wird die Art als Schädling eingestuft.

## Belege
1. 1 2 3 4 5 6 7  Robert S. Hoffmann, Andrew T. Smith: Long-Tailed Ground Squirrel. In: Andrew T. Smith, Yan Xie: A Guide to the Mammals of China. Princeton University Press, Princeton NJ 2008, ISBN 978-0-691-09984-2, S. 195–196.
2. 1 2 3 4 5 6 7 8 9 10 11 12 13  Richard W. Thorington Jr., John L. Koprowski, Michael A. Steele: Squirrels of the World. Johns Hopkins University Press, Baltimore MD 2012, ISBN 978-1-4214-0469-1, S. 364–365.
3. ↑  Robert S. Hoffmann, Andrew T. Smith: Spermophilus. In: Andrew T. Smith, Yan Xie: A Guide to the Mammals of China. Princeton University Press, Princeton NJ 2008, ISBN 978-0-691-09984-2, S. 193.
4. 1 2 3 4 5  Urocitellus undulatus in der Roten Liste gefährdeter Arten der IUCN 2015.1. Eingestellt von: S. Shar, D. Lkhagvasuren, 2008. Abgerufen am 10. Juni 2015.
5. 1 2 3 4  Spermophilus undulatus In: Don E. Wilson, DeeAnn M. Reeder (Hrsg.): Mammal Species of the World. A taxonomic and geographic Reference. 2 Bände. 3. Auflage. Johns Hopkins University Press, Baltimore MD 2005, ISBN 0-8018-8221-4.
6. ↑  Matthew D. Herron, Todd A. Castoe, Christopher L. Parkinson: Sciurid phylogeny and the paraphyly of holarctic ground squirrels (Spermophilus). Molecular Phylogenetics and Evolution 31, 2004; S. 1015–1030. (Volltext (Memento des Originals vom 17. April 2015 im Internet Archive)  Info: Der Archivlink wurde automatisch eingesetzt und noch nicht geprüft. Bitte prüfe Original- und Archivlink gemäß Anleitung und entferne dann diesen Hinweis., PMID 15120398)
7. ↑  Kristofer M. Helgen, F. Russell Cole, Lauren E. Helgen, Don E. Wilson: Generic Revision in the holarctic ground squirrels genus Spermophilus. Journal of Mammalogy 90 (2), 2009; S. 270–305. doi:10.1644/07-MAMM-A-309.1